# Olympische Sommerspiele 1920/Rudern – Achter
Der Ruder-Achter der Männer bei den Olympischen Sommerspielen 1920 wurde am 28. und 29. August auf dem Seekanal Brüssel-Schelde ausgetragen.

## Ergebnisse

### Viertelfinale

#### Viertelfinale 1
| Rang | Nation           | Athleten | Zeit       |
| ---- | ---------------- | --- | ---------- |
| 1    | Norwegen         | Theodor Nag Conrad Olsen Adolf Nilsen Håkon Ellingsen Thore Michelsen Arne Mortensen Karl Nag Tollef Tollefsen Thoralf Hagen (Steuermann)     | 6:32,2 min |
| 2    | Tschechoslowakei | Emil Ordnung Ferdinand Brožek Vladimír Širc Bohdan Kallmünzer Josef Širc Jiří Kallmünzer Otakar Votík Ivan Schweizer Karel Čížek (Steuermann) | 6:43,0 min |

#### Viertelfinale 2
| Rang | Nation         | Athleten | Zeit       |
| ---- | -------------- | --- | ---------- |
| 1    | Großbritannien | Ewart Horsfall Guy Nickalls Richard Lucas Walter James John Campbell Sebastian Earl Ralph Shove Sidney Swann Robin Johnstone (Steuermann) | 6:19,0 min |
| 2    | Schweiz        | Hans Walter Max Rudolf Willy Brüderlin Paul Rudolf Benno Baur Franz Türler Charles Freuler Rudolf Bosshard Paul Staub (Steuermann)        | 6:21,4 min |

#### Viertelfinale 3
| Rang | Nation             | Athleten | Zeit       |
| ---- | ------------------ | --- | ---------- |
| 1    | Vereinigte Staaten | Virgil Jacomini Edwin Graves William Jordan Edward Moore Alden Sanborn Don Johnston Vincent Gallagher Clyde King Sherman Clark (Steuermann)          | 6:24,0 min |
| 2    | Belgien            | Daniël Clarembaux Jozef Hermans Gustave De Mulder René Smet Félix Taymans Charles Lalemand Julien Crickx Maurice Requillé Joseph Crickx (Steuermann) | 6:40,0 min |

#### Viertelfinale 4
| Rang | Nation      | Athleten | Zeit       |
| ---- | ----------- | --- | ---------- |
| 1    | Frankreich  | Albert Diebold Charles Hahn Frédéric Grossmann Robert Fleig Henri Barbenés Frédéric Fleig Charles Schlewer Émile Ruhlmann Ernest Barberolle (Steuermann)                   | 6:37,0 min |
| 2    | Niederlande | Philip Jongeneel Johannes van der Vegte Bernard te Hennepe Willem Hudig Frederik Koopman Huibert Boumeester Johannes Haasnoot Robbert Blaisse Liong Siang Sie (Steuermann) | 6:38,2 min |

### Halbfinale

#### Halbfinale 1
| Rang   | Nation         | Athleten | Zeit       |
| ------ | -------------- | --- | ---------- |
| 1      | Großbritannien | Ewart Horsfall Guy Nickalls Richard Lucas Walter James John Campbell Sebastian Earl Ralph Shove Sidney Swann Robin Johnstone (Steuermann) | 6:26,4 min |
| Bronze | Norwegen       | Theodor Nag Conrad Olsen Adolf Nilsen Håkon Ellingsen Thore Michelsen Arne Mortensen Karl Nag Tollef Tollefsen Thoralf Hagen (Steuermann) | 6:36,0 min |

#### Halbfinale 2
| Rang | Nation             | Athleten | Zeit       |
| ---- | ------------------ | --- | ---------- |
| 1    | Vereinigte Staaten | Virgil Jacomini Edwin Graves William Jordan Edward Moore Alden Sanborn Don Johnston Vincent Gallagher Clyde King Sherman Clark (Steuermann)              | 6:24,0 min |
| 2    | Frankreich         | Albert Diebold Charles Hahn Frédéric Grossmann Robert Fleig Henri Barbenés Frédéric Fleig Charles Schlewer Émile Ruhlmann Ernest Barberolle (Steuermann) | 6:42,6 min |

### Finale
| Rang   | Nation             | Athleten | Zeit       |
| ------ | ------------------ | --- | ---------- |
| Gold   | Vereinigte Staaten | Virgil Jacomini Edwin Graves William Jordan Edward Moore Alden Sanborn Don Johnston Vincent Gallagher Clyde King Sherman Clark (Steuermann) | 6:05,0 min |
| Silber | Großbritannien     | Ewart Horsfall Guy Nickalls Richard Lucas Walter James John Campbell Sebastian Earl Ralph Shove Sidney Swann Robin Johnstone (Steuermann)   | 6:05,8 min |